# 朱見淕
丹阳靖和王朱见淕（1480年—1516年12月29日），明朝郑简王朱祁锳庶十一子，母亲是俞氏（一作于氏），明朝唯一一代丹阳王。

## 生平
弘治四年（1491年）获册封为丹阳王。
弘治十年（1497年）十一月，明孝宗御奉天殿，传诏遣陽武侯薛倫、懷寧侯孫泰、會昌侯孫銘、永順伯薛勛、成安伯郭寧、廣寧伯劉佶、清平伯吳琮、武平伯陳勛、興安伯徐盛、豐潤伯曹愷、懷柔伯施瓚、武進伯朱潔、工部左侍郎曾鑑、通政使司左通政毛倫為正使，尚寶司卿楊泰、鴻臚寺左少卿孫繩、吏科左給事中魏玒、戶科給事中李祿、刑科右給事中王洧、中書舍人陳瑞、張克恭、戶部郎中張濂、王琰、兵部員外郎李浩、刑部郎中趙寬、員外郎于鳳喈、主事童琥、工部郎中張壽為副使，持節冊封監生王縉的女兒為丹陽王妃。
弘治十二年（1499年）十一月，朱见淕因为父王和母妃都已经去世，生母俞氏独居旧宫，定省不便，請求出府第就养，获准。
正德十一年（1516年）十二月，朱见淕去世。明武宗輟朝一日，按例賜祭葬，谥靖和。没有儿子，封国取消。

## 评价
- 《弇山堂别集》卷075：寬樂令終，不剛不柔。